# Schrapinstrument

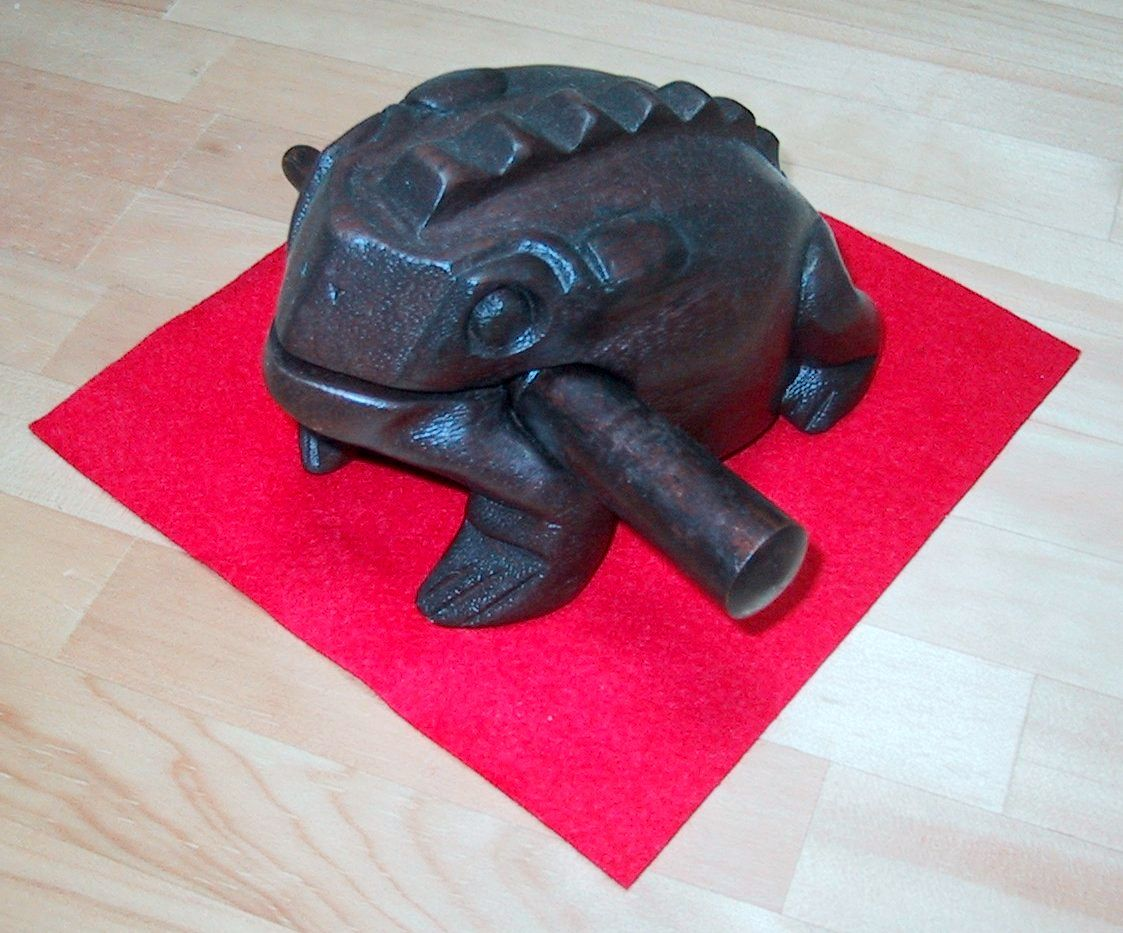
Klangfrosch

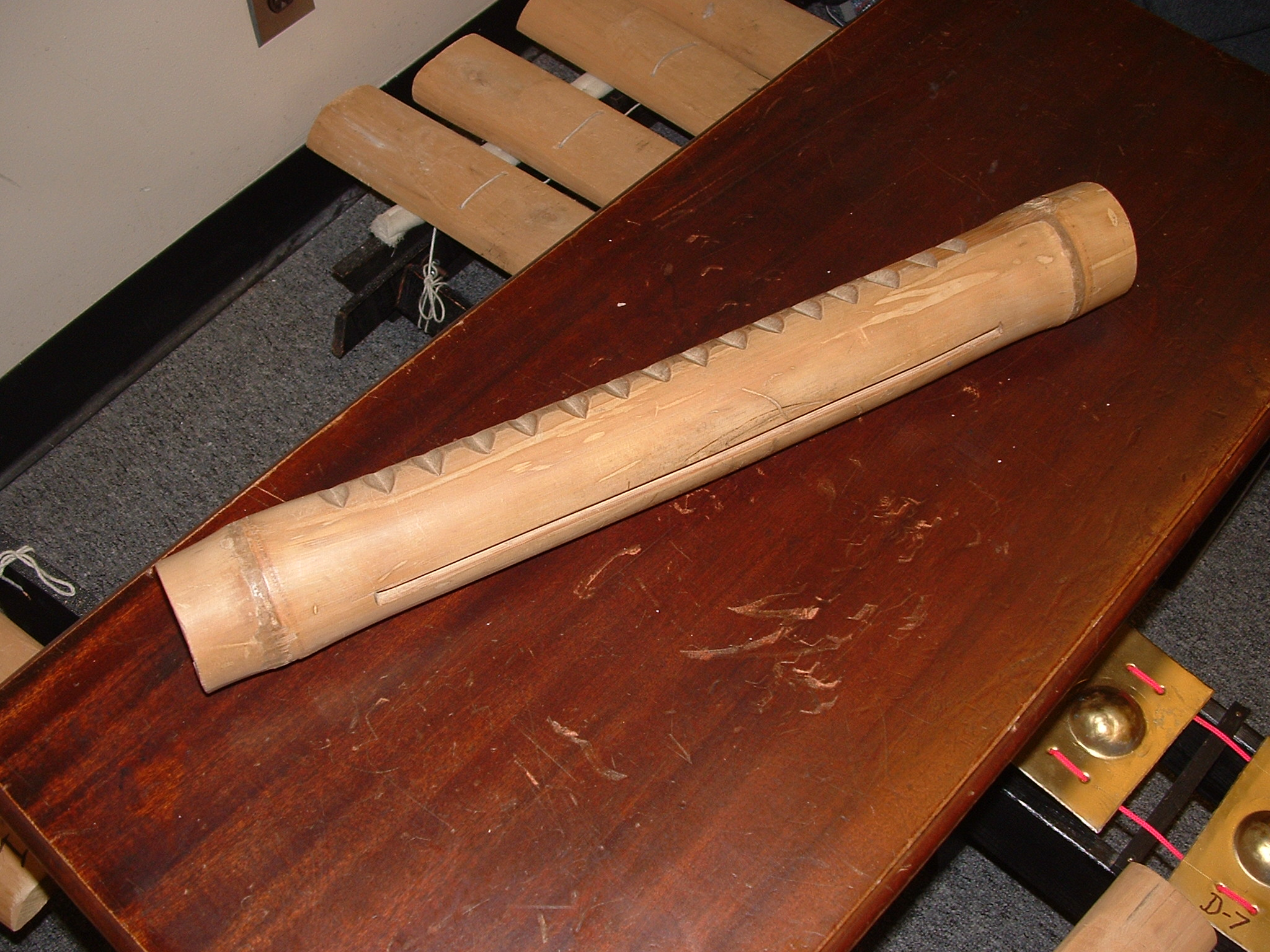
Ein Kagul, eine philippinische, durch Schrapen gespielte Schlitztrommel der Maguindanao auf Mindanao

Schrapinstrumente, auch Schraper, sind Idiophone (Selbstklinger), deren Ton durch Schrapen (Reiben) auf einer gezahnten oder stark gewellten Oberfläche erzeugt wird. Dabei streicht ein nichtklingender Stab über einen gezahnten oder gerillten klingenden Körper, sodass er nacheinander gegen die Oberkanten der Zähne oder Kerben geschnellt wird. Es kann auch umgekehrt ein klingender Körper über einen gezahnten nichtklingenden Körper fahren, um auf die gleiche Weise eine Serie von Schlägen zu produzieren. Ratschen, auch Schrapräder, sind Schrapinstrumente, bei denen Zähne auf einer sich drehenden Achse elastische Zungen zum Schnellen bringen.
Schrapinstrumente sind nach der Hornbostel-Sachs-Systematik als (mittelbar) geschlagene Idiophone klassifiziert. Sie unterscheiden sich von Reibidiophonen wie der Glasharmonika, bei denen der Ton durch Reibung auf einer eher glatten Oberfläche erzielt wird, und Zupfidiophonen, bei denen elastische Lamellen angezupft werden.
In Michoacán in Zentralmexiko wurden mehrere, aus vorspanischer Zeit stammende Knochen gefunden, die quer gekerbt sind und offenbar als Schrapinstrument dienten. Sie hießen auf Nahuatl, der Sprache der Azteken, omichicahuaztli (von omitl, „Knochen“, und chicahuaztli, „Stärke, Macht“, oder chicahua, „stark werden“) und kamen auch in anderen zentralamerikanischen Kulturen vor. Sie waren aus tierischen oder menschlichen Oberschenkelknochen gefertigt und wurden bei unterschiedlichen Ritualen (Fruchtbarkeitskulten und Bestattungszeremonien) verwendet. Einer der berühmtesten mesoamerikanischen Musikinstrumentenfunde ist ein mit 19 Kerben versehener Oberschenkelknochen aus dem 16. Jahrhundert, der zu einem erwachsenen Mann gehörte. Ebenso alt ist der in Zentralamerika bis heute verwendete Schildkrötenpanzer ayotl, der mit einem Hirschgeweihstab gerieben oder angeschlagen wird.
Einfache Schrapinstrumente bestehen aus gekerbten Bambusröhren. Die ältesten Vertreter dieses Instrumententyps sind in Ostasien verbreitete, hohle Tierfiguren mit einer gekerbten Oberseite.
- Dhankul, ein von Frauen gespielter Musikbogen in Zentralindien, dessen in der Mitte geriffelter Bogenstab mit einem Bambusbesen gestrichen wird
- Guira, gezahnte Metallröhre in Lateinamerika
- Guiro, länglicher geriffelter Hohlkörper in Mittelamerika
- Kagul, philippinischer Bambusschraper
- Klangfrosch, aus Ostasien stammendes Schrapinstrument in Form eines Frosches, das überwiegend als Kinderspielzeug angeboten wird
- Kokkara, zu einem nicht ganz geschlossenen Zylinder gebogene Blechplatte, deren geriffelte Längskanten mit einem Metallstab gestrichen werden. Wird in der Ritualmusik von Tamil Nadu, Südindien, verwendet.[5]
- Mphongwa in der Musiktradition der Wagogo in Zentraltansania: Zwei Frauen sitzen sich an den Enden eines am Boden liegenden Holzbalkens gegenüber und streichen kraftvoll mit jeweils einem großen Holzlöffel über dessen raue Oberfläche zur Ankündigung von Beschneidungsritualen.[6]
- Reco-reco, unterschiedliche geriffelte Röhren aus Metall, Holz oder Bambus in der brasilianischen Musik
- Sapo cubana, eine Bambusraspel in Kuba und Brasilien ähnlich der Güiro
- Scetavajasse, in der süditalienischen Volksmusik ein gekerbter und ein glatter Holzstab
- Sênh tiền, Kombination aus Schrapbrett und Klapper mit Zimbeln in Vietnam, von Frauen bei Zeremonien verwendet
- Schraptiger, altes chinesisches Schrapinstrument aus Holz in Form eines liegenden Tigers
- Surizasara (摺りざさら), auch bōsasara (棒ささら). Ein bis zur Hälfte längs in dünne Streifen besenartig eingeschnittenes Bambusrohr wird in Japan rechtwinklig meist über einen gerillten Holzstab gestrichen.[7]
- Waschbrett

Ein Saiteninstrument, das wie ein Schrapinstrument bedient wird,  ist der von den Tsonga in Mosambik und Südafrika gespielte Mundbogen xizambi. Weil die Saite nicht gezupft oder angeschlagen, sondern der an der Seite gekerbte Saitenträger mit einem Stab gerieben wird, gehört das Instrument zu den Schrapbögen. Durch die schnelle Pendelbewegung des Stabes werden zugleich an ihm befestigte Gefäßrasseln angeregt. Membranophone, deren Membran nicht geschlagen, sondern durch die Reibung eines Stabes angeregt wird, sind Reibtrommeln.